# Philoscia squamosa
Philoscia squamosa is een pissebed uit de familie Philosciidae. De wetenschappelijke naam van de soort is voor het eerst geldig gepubliceerd in 1938 door Jackson.